# CQ World Wide DX Contest

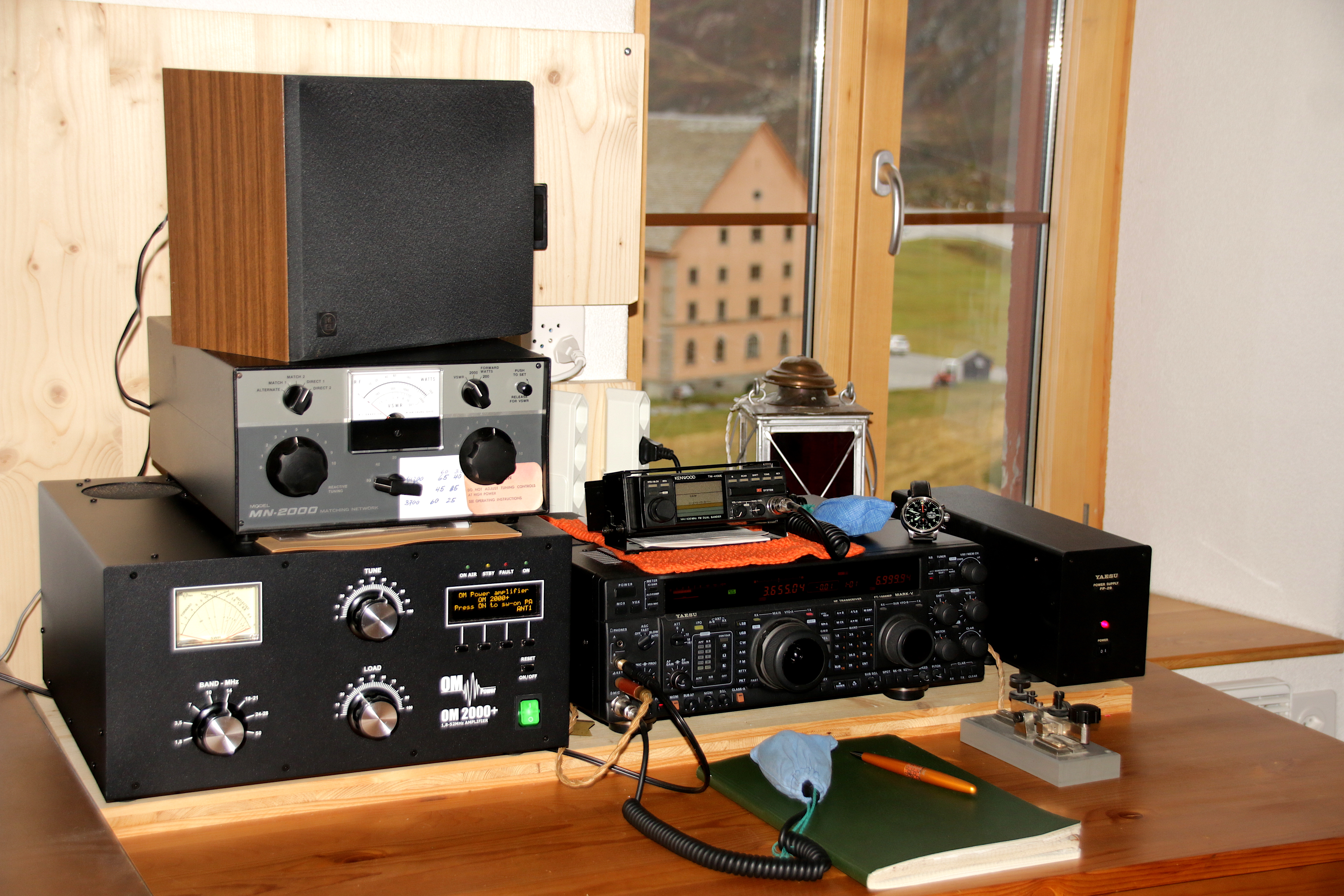
Funkstation eines Funkamateurs

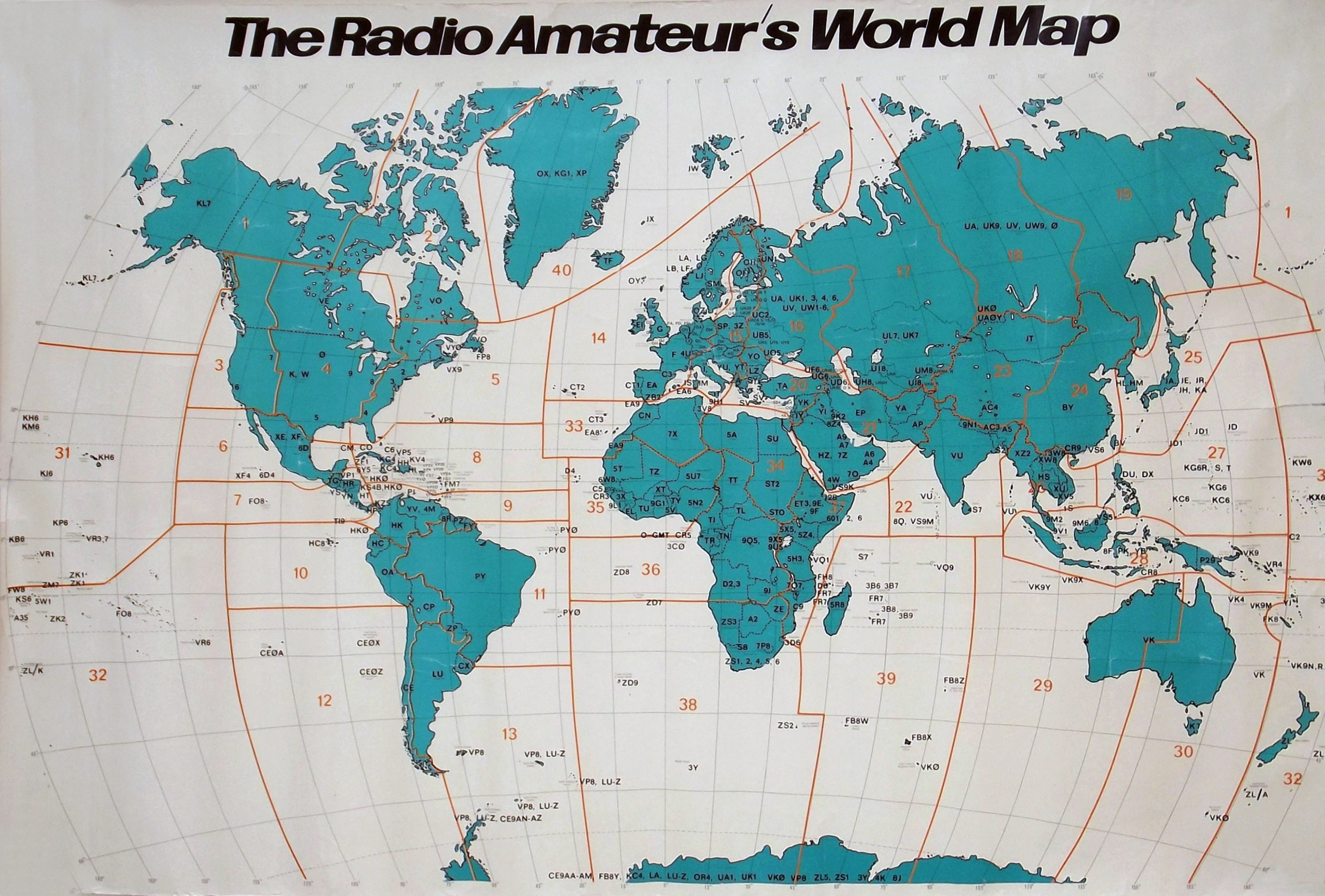
Die vierzig CQ-Zonen der Welt

Der CQ World Wide DX Contest (deutsch „CQ weltweiter Fernverbindungswettbewerb“; kurz: CQ WW Contest) ist ein Wettbewerb (englisch Contest) für Funkamateure auf Kurzwelle.
Er wird von der amerikanischen Amateurfunkzeitschrift CQ Amateur Radio gesponsert und gehört zusammen mit dem CQ World Wide WPX Contest zu den größten jährlich stattfindenden Wettbewerben dieser Art. Am Contest nehmen mehr als 35.000 Funker teil. Er dauert 48 Stunden (ab 00:00 UTC) und findet in Phonie (SSB) immer am letzten Wochenende im Oktober und in Telegrafie am letzten Wochenende im November statt.
Gefunkt wird auf den Amateurfunkbändern von 1,8, 3,5, 7, 14, 21 und 28 MHz. Die umfangreichen „Spielregeln“ sind im Internet veröffentlicht. In erster Linie geht es darum, möglichst viele Kontakte (QSOs) und möglichst viele DX-Zonen und Länder zu „arbeiten“. Die erreichte Punktezahl wird aus der Multiplikation der Punktezahl der gemachten QSOs und der Anzahl Zonen und Länder berechnet.
Gefunkt wird in verschiedenen Kategorien. Sie sind in Single-Operator und Multi-Operator sowie in drei Sendeleistungsklassen mit 5 W, 100 W und 1,5 kW eingeteilt.